# Nathalie Baudone
Nathalie Baudone (Rocourt, 7 dicembre 1972) è un'ex tennista italiana.

## Biografia

### Carriera
Nathalie Baudone nacque in Belgio (a Rocourt, ora parte del comune di Liegi) da famiglia italiana e, durante la sua carriera, ha rappresentato l'Italia con la maglia azzurra. In coppia con Silvia Farina Elia ha raggiunto le semifinali di doppio femminile agli US Open juniores del 1990. Ha poi vinto due medaglie ai Giochi del Mediterraneo del 1991 ad Ateneː un oro in coppia con Katia Piccolini nel doppio e un bronzo nel singolare.
Nel 1992 raggiunse i quarti di finale agli Internazionali Femminili di Palermo. Nel 1993, subito dopo il raggiungimento del terzo round agli Open di Francia ha conseguito il suo best ranking nella classifica mondiale e cioè la 71ª posizione. Ha perso soltanto al tie break del terzo set un match molto tirato contro la testa di serie n. 13 Mary Pierce al primo turno degli US Open del 1993. Nello stesso anno ha raggiunto i quarti di finale a Linz.
Al Canadian Open del 1994, ha battuto Nathalie Tauziat e Lori McNeil, per poi raggiungere per la terza volta i quarti di finale in un torneo del WTA Tour. Ha raggiunto il terzo turno sia agli Open di Francia che agli US Open nel 1995. In particolare, agli Open di Francia fu la prima giocatrice a battere Amélie Mauresmo in un incontro del Grande Slam, per poi perdere contro la fuoriclasse Steffi Graf, che poi vincerà il torneo. Nel 1996 ha giocato tre incontri di Fed Cup contro Svezia, Norvegia e Bielorussia.
Nathalie Baudone si è sposata nel 1996 con il tennista Renzo Furlan.

## Statistiche

### Tornei minori

#### Singolare

##### Vittorie
| Legenda tornei minori  |
| Categoria $100.000 (0) |
| Categoria $75.000 (0)  |
| Categoria $50.000 (0)  |
| Categoria $25.000 (1)  |
| Categoria $10.000 (1)  |

| N. | Data            | Torneo            | Superficie  | Avversaria in finale | Punteggio |
| 1. | 29 ottobre 1990 | Putignano, Italia | Terra rossa | Silvia Farina Elia   | 6–2, 6–4  |
| 2. | 12 agosto 1991  | Pisticci, Italia  | Cemento     | Katarzyna Nowak      | 6–0, 6–1  |

#### Doppio

##### Vittorie
| Legenda tornei minori  |
| Categoria $100.000 (0) |
| Categoria $75.000 (0)  |
| Categoria $50.000 (0)  |
| Categoria $25.000 (0)  |
| Categoria $10.000 (1)  |

| N. | Data            | Torneo    | Superficie  | Compagno           | Avversarie in finale            | Punteggio     |
| 1. | 29 ottobre 1990 | Putignano | Terra rossa | Silvia Farina Elia | Darija Dešković Karin Lušnic    | 6–1, 6–1      |
| 2. | 3 giugno 1991   | Milano    | Terra rossa | Francesca Romano   | Rosa Bielsa Janet Souto         | 6–4, 7–5      |
| 3. | 1º giugno 1992  | Brindisi  | Terra rossa | Cristina Salvi     | Ivana Jankovská Eva Melicharová | 4–6, 6–3, 6–2 |

##### Finali perse
| Legenda tornei minori  |
| Categoria $100.000 (0) |
| Categoria $75.000 (0)  |
| Categoria $50.000 (0)  |
| Categoria $25.000 (1)  |
| Categoria $10.000 (1)  |

| N. | Data           | Torneo  | Superficie  | Compagno         | Avversarie in finale            | Punteggio |
| 1. | 29 maggio 1989 | Firenze | Terra rossa | Caterina Nozzoli | Michelle Anderson Nanne Dahlman | 3–6, 3–6  |